# Columba junoniae
Columba junoniae là một loài chim trong họ Columbidae.